# دانشگاه ترینیتی وسترن
دانشگاه ترینیتی وسترن (TWU) یک دانشگاه خصوصی هنرهای لیبرال مسیحی است که دارای پردیس‌هایی در لنگلی و ریچموند، بریتیش کلمبیا است. این مؤسسه یکی از اعضای دانشگاه‌های کانادا است. دانشگاه ترینیتی وسترن در سال ۱۹۶۲ تأسیس شد و هرساله تقریباً ۴۰۰۰ دانش آموز را در محیطی به اندازه ۱۵۷-جریب-فرنگی (۶۴-هکتار) ثبت نام می‌کند.